# Beka-Mangari
Beka-Mangari est un village de la commune de Martap située dans la région de l'Adamaoua situé dans le département de la Vina dans la région de l'Adamaoua au Cameroun.

## Population
En 1967, Beka-Mangari comptait 1 085 habitants, principalement Foulbe.
Lors du recensement de 2005, 334 personnes y ont été dénombrées.